# Michel Legrand
Michel Jean Legrand, född 24 februari 1932 i Paris, död 26 januari 2019 i Paris, var en fransk kompositör, kapellmästare, dirigent och pianist.
Legrand blev först framgångsrik som jazzmusiker och har arbetat med andra kända jazzmusiker som bland annat Dizzy Gillespie, Miles Davis, John Coltrane, Stan Getz och Bill Evans.
Legrand skrev musik till en lång rad filmer, både franska och amerikanska. I filmen Cléo från 5 till 7 (1961) stod han även framför kameran. Han arbetade i många år tillsammans med regissören Jacques Demy och skrev musiken till flera av hans filmer, bland annat Paraplyerna i Cherbourg (1964) och Flickorna i Rochefort (1967)
Legrand vann tre Oscar för filmmusiken till filmerna Yentl (1983), Sommaren '42 (1971) och Äventyraren Thomas Crown (1968). Han blev även nominerad sex gånger.

## Filmografi i urval
- 1957 – Tom i bollen
- 1957 – Älskare på prov
- 1958 – Razzia
- 1961 – Cléo från 5 till 7
- 1961 – Lola
- 1961 – En kvinna är en kvinna
- 1962 – Leva sitt liv
- 1963 – Änglabukten
- 1964 – Paraplyerna i Cherbourg
- 1964 – En rövarhistoria
- 1967 – Flickorna i Rochefort
- 1968 – Polarstation Zebra svarar ej
- 1968 – Hur man räddar ett äktenskap... och själv trillar dit
- 1968 – Ruttet spel
- 1968 – Äventyraren Thomas Crown
- 1969 – Bassängen
- 1969 – I nöd och lust
- 1970 – Svindlande höjder
- 1970 – Kvinnan i bilen med glasögon och gevär
- 1970 – Flickan med åsneskinnet
- 1971 – Budbäraren
- 1971 – Sommaren '42
- 1971 – Kärlekens rum
- 1971 – Le Mans
- 1972 – Portnoys stående problem
- 1973 – Snutar som robbar
- 1973 – 40 karat
- 1975 – B som i bluff
- 1980 – Atlantic City, U.S.A.
- 1981–1983 – Det var en gång - rymden (TV-serie)
- 1982 – Tjejen som inte ville gifta sig
- 1983 – Yentl
- 1983 – Never Say Never Again
- 1985 – Parking
- 1988 – Heta nyheter
- 1991 – Dingo
- 1993 – Flickorna fyller 25
- 1994 – Prêt-à-Porter
- 1998 – Madeline
- 2004 – Connie och Carla